# Quel nostro piccolo segreto
Quel nostro piccolo segreto (Infidelity in Suburbia) è un film per la televisione del 2017 diretto da David Winning.

## Trama
Laura e Greg, sposati da dieci anni e genitori di un bambino, stanno attraversando un periodo di crisi. Il tradimento di Greg spinge Laura ad avere una relazione con Elliott, affascinante operaio addetto ai lavori di ristrutturazione della loro casa. Ma quando Laura decide di chiudere la relazione per il bene della famiglia le cose si faranno difficili.